# Owal (raper)
Owal/Emcedwa, właściwie Jacek Wieczorek (ur. 29 marca 1982 w Poznaniu) – polski raper.
Działalność na scenie muzycznej rozpoczął w 1995 roku. Wtedy założył duet z Vektorem (swoim kuzynem) pod nazwą Przystanek 75. Grupa zmieniła później nazwę na Emcedwa (nazwa wzięła się od dwóch MC). Po odejściu Vektora rozpoczął samodzielną działalność jako Owal/Emcedwa. Do roku 2002 dużo koncertował i wydał dwa nielegale. W 2003 roku ukazał się jego pierwszy „legalny” debiutancki album Epizod II Rapnastyk. Po wydaniu płyty i po zagraniu setek koncertów Owal rozpoczął pracę nad kolejnym albumem który ukazał się w 2004 roku i nosił nazwę Epizod III Wirus.
W 2007 ukazał się najnowszy album zatytułowany Epizod IV Sens Życia. Znany również ze współpracy z Mezo, Kada, Peja czy grupami muzycznymi Ascetoholix, 52 Dębiec. Do czerwca 2006 prowadził audycję radiową „Owal Rapgra” w poznańskim Radiu Merkury.
Poza rapem zajmuje się zwinnymi metodami wytwarzania oprogramowania m.in. Scrumem.

## Dyskografia
Albumy
| Rok                        | Dane dot. albumu                                                      | Pozycja na liście |
| Rok                        | Dane dot. albumu                                                      | POL               |
| -------------------------- | --------------------------------------------------------------------- | ----------------- |
| 2000                       | Samo życie - Data: 2000 - Wydawca: brak, nielegal                     | –                 |
| 2002                       | Epizod II: Rapnastyk - Data: 18 listopada 2002 - Wydawca: UMC Records | –                 |
| 2004                       | Epizod III: Wirus - Data: 9 czerwca 2004 - Wydawca: UMC Records       | 31                |
| 2006                       | Jestem w grze EP - Data: 2006 - Wydawca: brak (digital download)      | –                 |
| 2007                       | Epizod IV: Sens życia - Data: 29 stycznia 2007 - Wydawca: My Music    | 51                |
| „–” album nie był notowany |                                                                       |                   |

Single
| Rok                          | Tytuł                                | Pozycja na liście | Album                |
| Rok                          | Tytuł                                | SLiP              | Album                |
| ---------------------------- | ------------------------------------ | ----------------- | -------------------- |
| 2003                         | „Jestem tu” (gościnnie: Ascetoholix) | 37                | Epizod II: Rapnastyk |
| „–” singiel nie był notowany |                                      |                   |                      |

Inne notowane utwory
| Rok                        | Tytuł                                      | Pozycja na liście | Pozycja na liście | Pozycja na liście | Album                |
| Rok                        | Tytuł                                      | SLiP              | PiK               | 30 ton            | Album                |
| -------------------------- | ------------------------------------------ | ----------------- | ----------------- | ----------------- | -------------------- |
| 2002                       | „Rapnastyk”                                | 57                | –                 | –                 | Epizod II: Rapnastyk |
| 2003                       | „Pełen pokus”                              | 30                | –                 | –                 | Epizod II: Rapnastyk |
| 2005                       | „Fajna piosenka hiphop” (gościnnie: Kada)  | 46                | –                 | –                 | Epizod III: Wirus    |
| 2005                       | „Jest nas wielu” – Greenjolly, Owal i inni | 16                | 4                 | 7                 | Jest nas wielu       |
| „–” album nie był notowany |                                            |                   |                   |                   |                      |

Inne
| Rok  | Utwór | Album                                | Źródło |
| ---- | --- | ------------------------------------ | ------ |
| 2001 | „Miasto Poznań 2” (gościnnie: Owal/Emcedwa) | IKE produkcja – IKE                  | [ 14 ] |
| 2001 | „Szczęście” (gościnnie: Owal/Emcedwa) | Słowem – Lajner                      | [ 15 ] |
| 2001 | „Póki jesteś młody” (gościnnie: Owal/Emcedwa) | Lek na wszystko – LPS                | [ 16 ] |
| 2001 | „I moje miasto złą sławą owiane...” (gościnnie: Lutawhuiklik, Ascetoholix, Owal/Emcedwa, Mezo, 52 Dębiec) | Na legalu? – Slums Attack            | [ 17 ] |
| 2001 | „Siano” (gościnnie: Owal/Emcedwa) | A – Ascetoholix                      | [ 18 ] |
| 2003 | „Głosy” (gościnnie: Owal/Emcedwa) | Mezokracja – Mezo                    | [ 19 ] |
| 2003 | „Cel” (gościnnie: Owal/Emcedwa, Mezo) | Mixtape Vol. 3 – DJ Decks            | [ 20 ] |
| 2003 | „Fragmenty” (gościnnie: Owal/Emcedwa) „Fragmenty” (RMX) (gościnnie: Owal/Emcedwa) | Fragmenty – ZDN                      | [ 21 ] |
| 2004 | „Chłopaki z sąsiedztwa” (gościnnie: Owal/Emcedwa) | Monologimuzyka – Doniu               | [ 22 ] |
| 2004 | „Kolejny szczyt” (gościnnie: Mezo, Owal/Emcedwa) | Bógmacher – Liber                    | [ 23 ] |
| 2005 | „Ciekawe życie” (gościnnie: Owal/Emcedwa) | Wyjście z bloków – Mezo & Tabb       | [ 24 ] |
| 2005 | „Przełom” (gościnnie: Kada, Owal/Emcedwa) | Czas surferów – Doniu                | [ 25 ] |
| 2005 | „Jest nas wielu” – Greenjolly, Ascetoholix, Duże Pe, Mezo, Owal/Emcedwa, 52 Dębiec „S.I.M.” – Owal/Emcedwa, Tabb „Jest nas wielu” (Tabb RMX) – Greenjolly, Ascetoholix, Duże Pe, Mezo, Owal/Emcedwa, 52 Dębiec „Jest nas wielu” (DJ Story RMX) – Greenjolly, Ascetoholix, Duże Pe, Mezo, Owal/Emcedwa, 52 Dębiec „Jest nas wielu” (DJ Spox RMX) – Greenjolly, Ascetoholix, Duże Pe, Mezo, Owal/Emcedwa, 52 Dębiec | Jest nas wielu                       | [ 26 ] |
| 2005 | „Władcy umysłów” (gościnnie: Owal/Emcedwa) | Co potem...? – Maju                  | [ 27 ] |
| 2006 | „Czas najwyższy” (gościnnie: Owal/Emcedwa) | Tylko Ci mówię – W.B.U.              | [ 28 ] |
| 2006 | „Z naszego podwórka” (gościnnie: Owal/Emcedwa) | Z naszego podwórka – ZDN             | [ 29 ] |
| 2006 | „Czerwiec” (gościnnie: Owal/Emcedwa) | Eudaimonia – Mezo, Kasia Wilk i Tabb | [ 30 ] |
| 2006 | „Zmysły płoną” (gościnnie: Owal/Emcedwa) | Niewidzialni – DNA & GAL             | [ 31 ] |
| 2007 | „Głosy” (gościnnie: Owal/Emcedwa) „Pełen pokus” (gościnnie: Owal/Emcedwa) | Dekada 1997–2007 – Mezo              | [ 32 ] |
| 2008 | „To coś” (gościnnie: Syn Prezydenta, Owal/Emcedwa) | Welcome to Poland – Chiwas & Nowator | [ 33 ] |
| 2009 | „Jestem tu” (gościnnie: Owal/Emcedwa, Ascetoholix) | Wczoraj i dziś – Liber               | [ 34 ] |
| 2009 | „W moich butach” (gościnnie: Owal/Emcedwa) | Stricte – Doniu                      | [ 35 ] |
| 2009 | „7 rejs” (gościnnie: Owal/Emcedwa, Vito WS) | Herezje – Mezo                       | [ 36 ] |
| 2011 | „Big-Bang (Wielki wybuch)” (gościnnie: Owal/Emcedwa, Orzech, Ascetoholix, Vito WS, Tabb) | Mezoteryka – Mezo                    | [ 37 ] |

## Teledyski
| Rok  | Tytuł                                                                              | Reżyseria                                                   | Album                | Źródło |
| ---- | ---------------------------------------------------------------------------------- | ----------------------------------------------------------- | -------------------- | ------ |
| 2002 | „Rapnastyk”                                                                        | Sławomir Panasewicz, Dariusz i Rafał Szermanowicz, Grupa 13 | Epizod II: Rapnastyk | [ 38 ] |
| 2002 | „Tak już jest”                                                                     | Tomasz Sobczak                                              | Epizod II: Rapnastyk | [ 38 ] |
| 2003 | „Jestem tu” (gościnnie: Ascetoholix)                                               | RybaFilm                                                    | Epizod II: Rapnastyk | [ 38 ] |
| 2003 | „Rapteatr” (gościnnie: Mezo)                                                       | RybaFilm                                                    | Epizod II: Rapnastyk | [ 38 ] |
| 2003 | „Pełen pokus” (gościnnie: Mezo)                                                    | Sławomir Panasewicz, Dariusz i Rafał Szermanowicz, Grupa 13 | Epizod II: Rapnastyk | [ 38 ] |
| 2005 | „Fajna piosenka hip-hop” (gościnnie: Kada)                                         | RybaFilm                                                    | Epizod III: Wirus    | [ 38 ] |
| 2006 | „Jestem w grze”                                                                    | –                                                           | Jestem w grze        | [ 39 ] |
| Inne |                                                                                    |                                                             |                      |        |
| 2005 | „Jest nas wielu” – Greenjolly, Ascetoholix, Duże Pe, Mezo, Owal/Emcedwa, 52 Dębiec | –                                                           | Jest nas wielu       | [ 40 ] |

## Nagrody i wyróżnienia
| Rok  | Kategoria     | Tytułem           | Nagroda      | Uwagi     | Źródło |
| ---- | ------------- | ----------------- | ------------ | --------- | ------ |
| 2005 | Album hip hop | Epizod III: Wirus | Superjedynki | Nominacja | [ 41 ] |